# Leichtathletik-Europameisterschaften 1974/Weitsprung der Männer

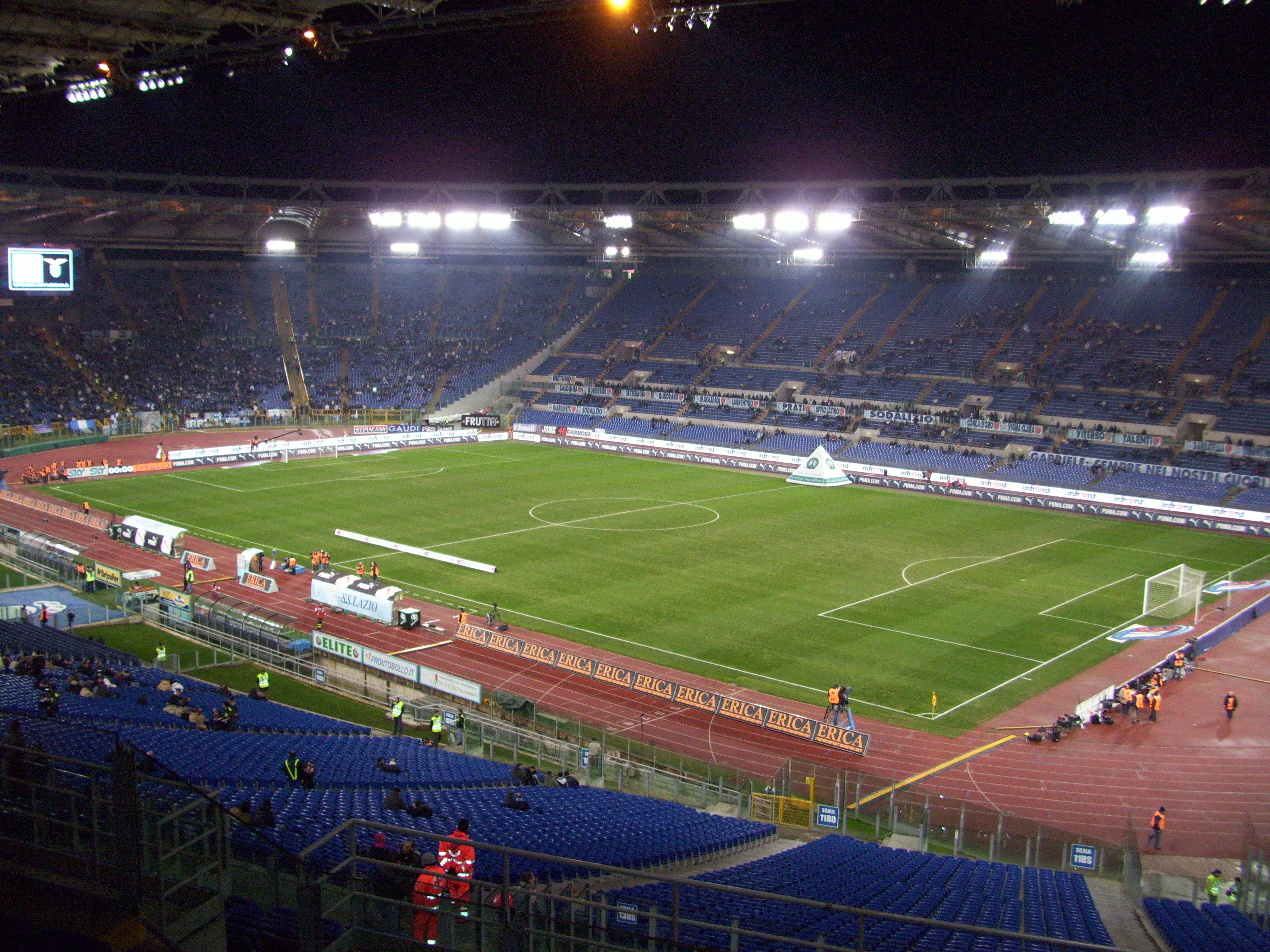
Das Olympiastadion von Rom im Jahr 2009

Der Weitsprung der Männer bei den Leichtathletik-Europameisterschaften 1974 wurde am 3. und 4. September 1974 im Olympiastadion von Rom ausgetragen.
Mit Gold und Bronze gingen in diesem Wettbewerb zwei Medaillen an die Sowjetunion. Europameister wurde Walerij Pidluschnyj. Er gewann vor dem Jugoslawen Nenad Stekić. Den dritten Platz belegte Jewgeni Schubin.

## Rekorde

### Bestehende Rekorde
| Weltrekord           | 8,90 m | Bob Beamon          | OS Mexiko-Stadt, Mexiko                       | 18. Oktober 1968   |
| Europarekord         | 8,35 m | Igor Ter-Owanessjan | Mexiko-Stadt, Mexiko                          | 18. Oktober 1967   |
| Europarekord         | 8,35 m | Josef Schwarz       | Stuttgart, BR Deutschland (heute Deutschland) | 15. Juli 1970      |
| Meisterschaftsrekord | 8,00 m | Max Klauß           | EM Athen, Griechenland                        | 18. September 1969 |

### Rekordverbesserung
Vizeeuropameister  Nenad Stekić verbesserte den bestehenden EM-Rekord um fünf Zentimeter auf 8,05 m. Die Weite des Siegers war von zu starkem Rückenwind unterstützt, sodass sie nicht als Rekord anerkannt werden konnte.

## Windbedingungen
In den folgenden Ergebnisübersichten sind die Windbedingungen zu den jeweils besten Sprüngen benannt. Der erlaubte Grenzwert liegt bei zwei Metern pro Sekunde. Bei stärkerer Windunterstützung wird die Weite für den Wettkampf gewertet, findet jedoch keinen Eingang in Rekord- und Bestenlisten.

## Legende
Kurze Übersicht zur Bedeutung der Symbolik – so üblicherweise auch in sonstigen Veröffentlichungen verwendet:
| w   | Windunterstützung über dem zulässigen Wert von 2,0 m/s |
| NWI | keine Windinformation (No Wind Information)            |
| CR  | Championshiprekord                                     |
| NR  | Nationaler Rekord                                      |

## Qualifikation
3. September 1974, 9:00 Uhr
22 Teilnehmer traten zur Qualifikationsrunde an. Sechs von ihnen (hellblau unterlegt) übertrafen die Qualifikationsweite für den direkten Finaleinzug von 7,70 m. Damit war die Mindestzahl von zwölf Finalteilnehmern nicht erreicht. Das Finalfeld wurde mit den sechs nächstplatzierten Sportlern (hellgrün unterlegt) auf zwölf Springer aufgefüllt. So reichten für die Finalteilnahme schließlich 7,62 m.

### Gruppe A
| Platz | Name                  | Nation      | Weite (m) | Wind (m/s) |
| ----- | --------------------- | ----------- | --------- | ---------- |
| 1     | Jacques Rousseau      | Frankreich  | 7,83      | NWI        |
| 2     | Max Klauß             | DDR         | 7,67      | NWI        |
| 3     | Nenad Stekić          | Jugoslawien | 7,67      | +0,4       |
| 4     | Rafael Blanquer       | Spanien     | 7,66      | +1,0       |
| 5     | Frank Wartenberg      | DDR         | 7,62      | +1,0       |
| 6     | Gilbert Zante         | Frankreich  | 7,51      | ±0,0       |
| 7     | Grzegorz Cybulski     | Polen       | 7,50      | +0,8       |
| 8     | Stanisław Szudrowicz  | Polen       | 7,48      | −1,6       |
| 9     | Zbigniew Beta         | Polen       | 7,47      | +0,8       |
| 10    | Jean-François Bonhème | Frankreich  | 7,43      | NWI        |
| 11    | Ulf Jarfelt           | Schweden    | 7,41      | +0,4       |

### Gruppe B

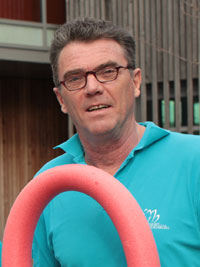
Mit 7,49 m konnte sich Joachim Busse nicht für das Finale qualifizieren

| Platz | Name                | Nation         | Weite (m) | Wind (m/s) |
| ----- | ------------------- | -------------- | --------- | ---------- |
| 1     | Walerij Pidluschnyj | Sowjetunion    | 7,91      | +1,5       |
| 2     | Rolf Bernhard       | Schweiz        | 7,77      | +0,5       |
| 3     | Hans Baumgartner    | BR Deutschland | 7,73      | ±0,0       |
| 4     | Tõnu Lepik          | Sowjetunion    | 7,72      | +0,4       |
| 5     | Jewgeni Schubin     | Sowjetunion    | 7,72      | +0,8       |
| 6     | Wolfram Lauterbach  | DDR            | 7,68      | +0,3       |
| 7     | Alan Lerwill        | Großbritannien | 7,67      | +0,8       |
| 10    | Dumitru Iordache    | Rumänien       | 7,58      | +0,5       |
| 11    | Piacarlo Molinaris  | Italien        | 7,53      | +1,9       |
| 12    | Joachim Busse       | BR Deutschland | 7,49      | +0,6       |
| 13    | Ulrich Köwring      | BR Deutschland | 7,37      | +1,2       |

## Finale

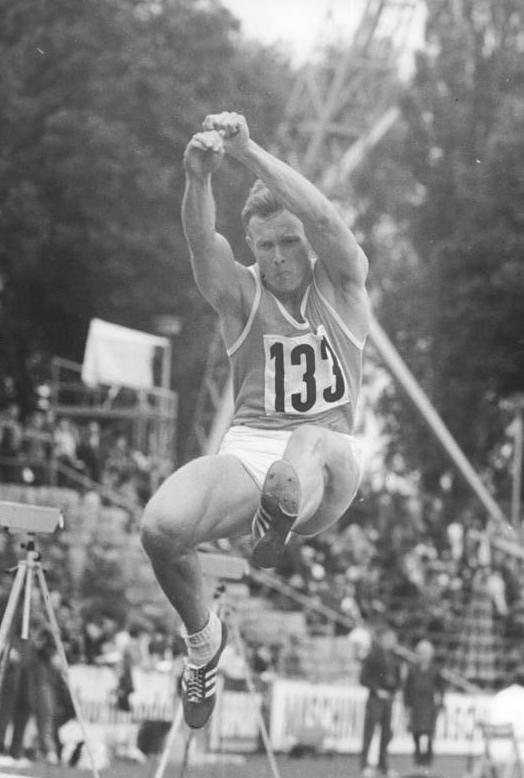
Titelverteidiger Max Klauß musste sich mit Rang sieben zufriedengeben
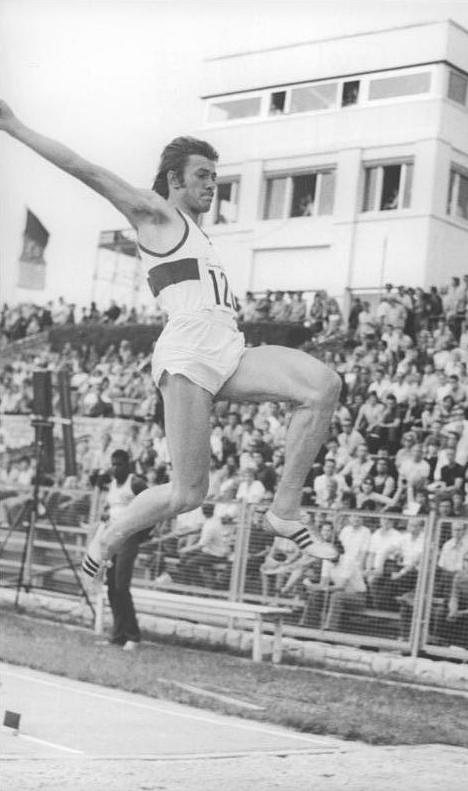
Frank Wartenberg wurde Zwölfter in diesem Finale – 1976 errang er die olympische Bronzemedaille

4. September 1974, 16:15 Uhr
Die Windangaben zu den jeweils besten Sprüngen zeigen, dass unter anderem die Siegesweite von zu starkem Wind begünstigt wurde.
| Platz | Name                | Nation         | Weite (m) | Wind (m/s) |
| ----- | ------------------- | -------------- | --------- | ---------- |
| 1     | Walerij Pidluschnyj | Sowjetunion    | 8,12 w    | +2,8       |
| 2     | Nenad Stekić        | Jugoslawien    | 8,05 CR   | +1,5       |
| 3     | Jewgeni Schubin     | Sowjetunion    | 7,98      | +1,9       |
| 4     | Hans Baumgartner    | BR Deutschland | 7,93      | +1,0       |
| 5     | Rolf Bernhard       | Schweiz        | 7,91 NR   | +0,9       |
| 6     | Wolfram Lauterbach  | DDR            | 7,87      | +1,4       |
| 7     | Max Klauß           | DDR            | 7,73      | +1,4       |
| 8     | Tõnu Lepik          | Sowjetunion    | 7,73      | +1,2       |
| 9     | Alan Lerwill        | Großbritannien | 7,68 w    | +2,3       |
| 10    | Jacques Rousseau    | Frankreich     | 7,58 w    | +2,9       |
| 11    | Rafael Blanquer     | Spanien        | 7,38      | +1,5       |
| 12    | Frank Wartenberg    | DDR            | 7,25      | +1,0       |